# پیانسیمو پش
پیانسیمو پش (به انگلیسی: Pianissimo_Peche) یک برند سیگار ایجاد شده در ژاپن است؛ که در حال حاضر توسط تنباکوی ژاپن تولید می‌شود. مالک فعلی این برند تنباکوی ژاپن است. این برند در سال ژوئن ۲۰۰۴ پایه‌گذاری گردید.